# Murder (chanson)
Pour les articles homonymes, voir Murder.
Singles de New Order
Thieves Like Us
(1984) The Perfect Kiss
(1985)
Murder est le huitième single du groupe britannique New Order, sorti en 1984.

## Historique
Sorti en mai 1984 sur le label Factory Benelux dans un format maxi 45 tours, Murder est un quasi-instrumental qui comporte cependant quelques samples tirés des films 2001, l'Odyssée de l'espace et Caligula. Il a été enregistré à la fin de l'année 1982, durant les sessions de préparation de l'album Power, Corruption and Lies sorti en mai 1983.
La face B est un instrumental du précédent single du groupe, Thieves Like Us. La jaquette est une version nocturne de la jaquette de Thieves Like Us. Les deux morceaux sont disponibles sur la compilation Substance, sortie en 1987.
Le single, dont la pochette reprend en une autre couleur (le noir) le design conçu par Peter Saville, n'est sorti qu'en Belgique mais était disponible au Royaume-Uni en import et a atteint la 92e place des ventes, ce qui en fait le seul single de New Order à ne pas atteindre le UK Top 75.